# X線 (映画)
『X線』（The X-Rays、別名 The X-Ray Fiend）は、1897年に制作されたイギリスの映画で、短編サイレントのコメディ映画である。
監督はジョージ・アルバート・スミスが務め、いちゃつくカップルがX線に曝されるという場面を取り上げている。BFI Screenonline のマイケル・ブルック (Michael Brooke) によると、「イギリスで最初に特殊効果を使った作例の一つであり、ジャンプカットが用いられている」という。ジャンプカットを2箇所で用いており、最初はいちゃつくカップルがX線に曝されるところで、俳優たちが、骸骨をあしらった全身を包む黒いボディスーツ姿で演技し、女性がもつ傘も金属の骨組みだけになるが、次に俳優たちは元に戻り、傘も通常の状態になる。カップルを演じているのは、スミスの妻ローラ・ベイリーと、ブライトンのコメディアンだったトム・グリーン (Tom Green) である。